# Costa Eights

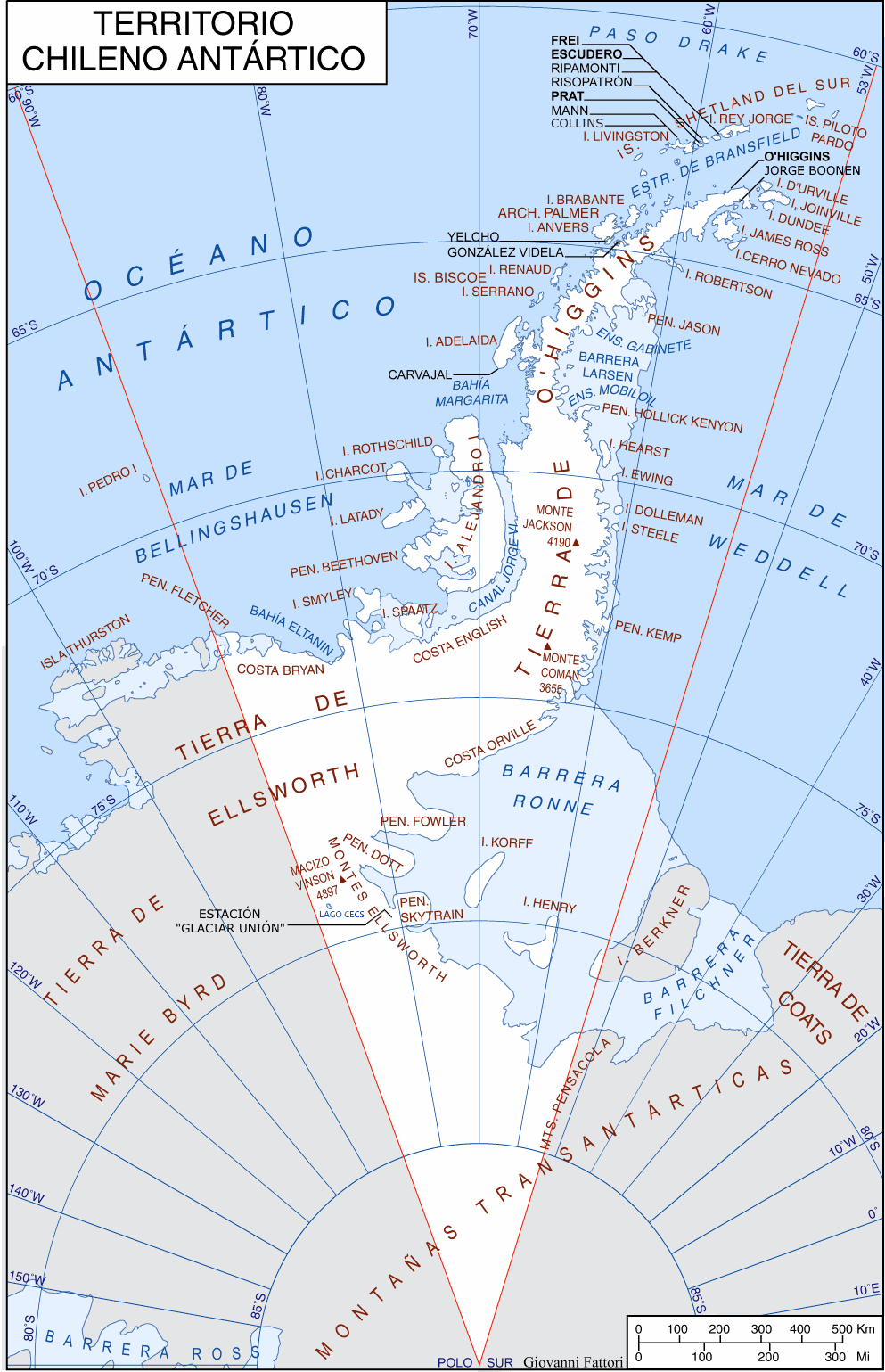
Localización de la costa Eights frente a la isla Thurston.

La costa Eights es una porción de Tierra de Ellsworth, sobre el mar de Bellingshausen en la Antártida. Se extiende entre la punta Pfrogner de la península Fletcher (72°37′S 89°35′O / -72.617, -89.583), que la separa de la costa Bryan, y el cabo Waite en el extremo noroeste de la península King (72°42′S 103°03′O / -72.700, -103.050), que la separa de la costa Walgreen de la Tierra de Marie Byrd.
La barrera de hielo Abbot cubre el seno Peacock que separa a la costa Eights de la isla Thurston, quedando situadas dentro de la barrera de hielo las islas Sherman, Carpenter, Dustin, Johnson, McNamara, Farwell y Dendtler. 
La costa fue fotografiada por aviones del Servicio Antártico de los Estados Unidos entre 1960 y 1966 y recibió su nombre en honor al geóloco James Eights, quien viajó a bordo del Annawan descubriendo en 1830 en las islas Shetland del Sur los primeros fósiles antárticos.

## Reclamaciones territoriales
La mayor parte de la costa Eights no ha sido reclamada por ningún país. Chile el reclama el pequeño sector al oriente de los 90° O en el extremo oriental de la costa Eights, incluyendo la parte este de la isla Dendtler y la península Fletcher. Lo hace parte de la Comuna Antártica de la Provincia Antártica Chilena dentro de la Región de Magallanes y de la Antártica Chilena. La isla Pedro I se halla a 450 km al norte de la costa Eights y es reclamada por Noruega, pero ambas reclamaciones están restringidas por los términos del Tratado Antártico.